# Primera Sección, Huitzilan de Serdán
Primera Sección är en ort i Mexiko.   Den ligger i kommunen Huitzilan de Serdán och delstaten Puebla, i den sydöstra delen av landet, 160 km öster om huvudstaden Mexico City. Primera Sección ligger 949 meter över havet och antalet invånare är 583.
Terrängen runt Primera Sección är bergig åt sydväst, men åt nordost är den kuperad. Runt Primera Sección är det ganska tätbefolkat, med 129 invånare per kvadratkilometer. Närmaste större samhälle är Olintla, 15,5 km norr om Primera Sección. I omgivningarna runt Primera Sección växer huvudsakligen savannskog.